# زلزال سان فرمين 1918
زلزال سان فرمين 1918 هو زلزالٌ وقعَ في بورتوريكو في الولايات المتحدة بتاريخ 11 أكتوبر 1918.

## معرض صور

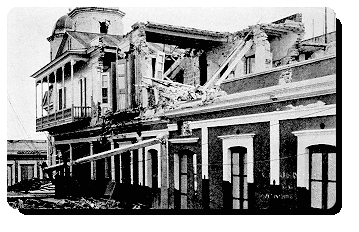
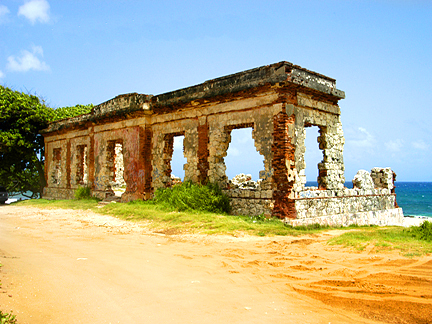
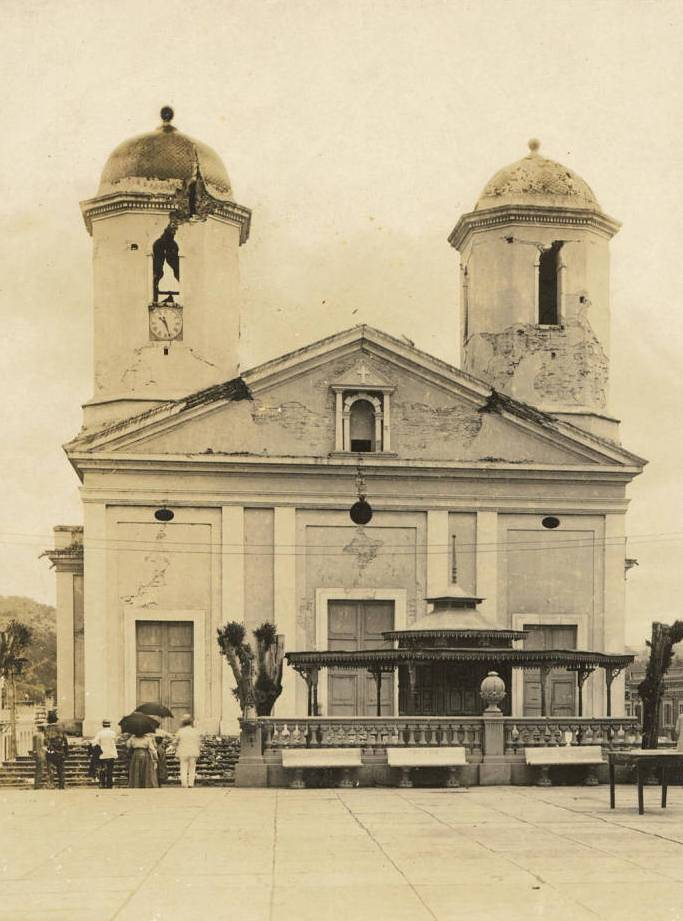
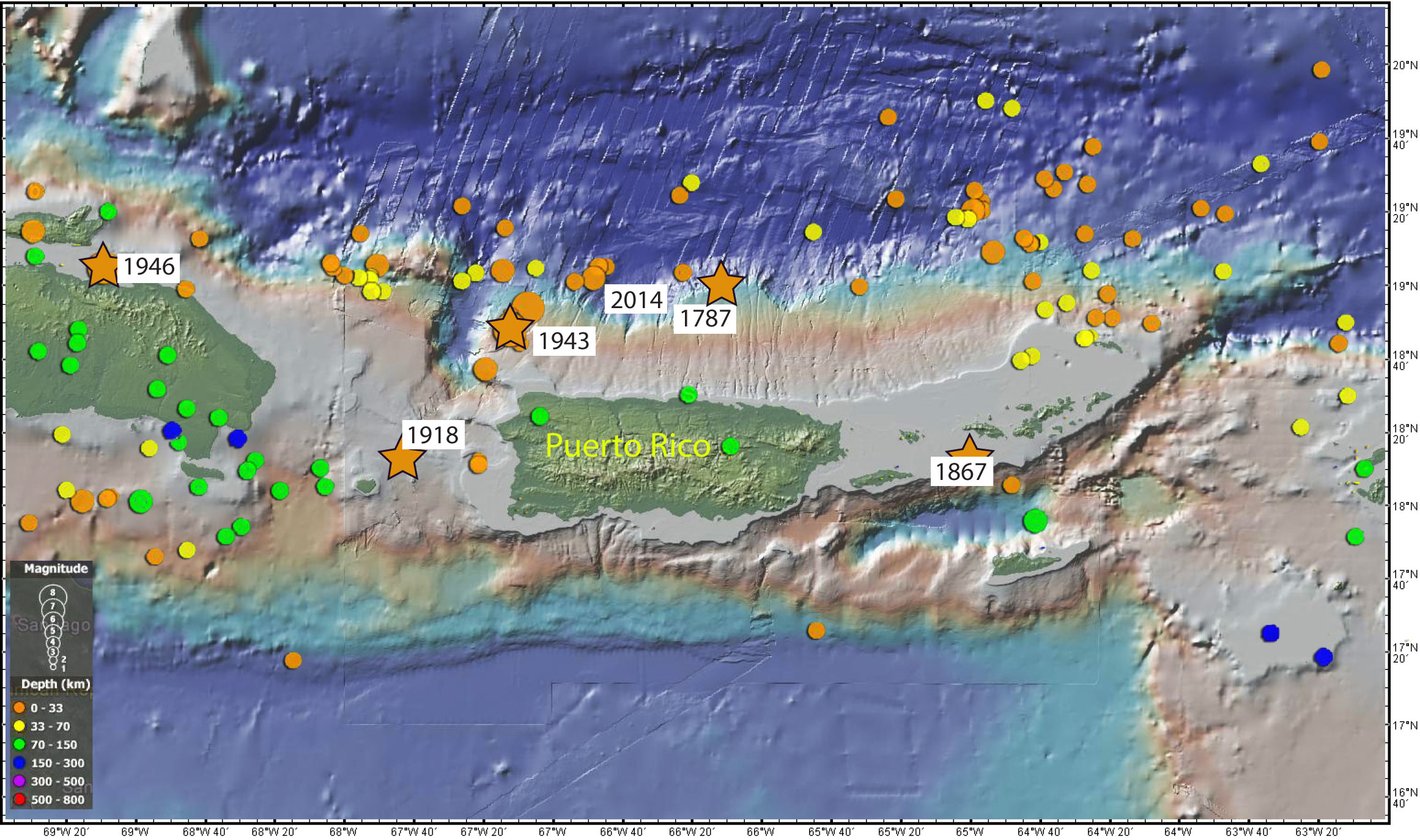